# Orde van Ambachtelijke Verdienste (Tunesië)
De Orde van Ambachtelijke Verdienste werd op 28 juli 1971 door president Bourguiba van Tunesië ingesteld. De orde sluit bij de Franse tradities aan, ook daar was een Ordre du Merite Artisinal voor de kundige en verdienstelijke ambachtslieden ingesteld. Het lint is blauw met twee gouden strepen.
- Tunisia: Order of Artisan Merit.

Ridderorden van de bey en van het koninkrijk
De Huisorde van de Husainid · De Orde van het Bloed · De Orde van het Fundamentele Verbond · De Orde van de Glorie · De Orde van Abdu'l-Kedir · De Orde van Nazir · De Orde van de Kroon van Tunesië · De Orde van Onafhankelijkheid
Ridderorden van de republiek

De Orde van Onafhankelijkheid · De Orde van de Republiek · De Nationale Orde van Verdienste  · 
De Orde van Culturele Verdienste · 
De Orde van Ambachtelijke Verdienste · 
De Orde van Verdienste voor de Landbouw · 
De Orde van Verdienste voor het Onderwijs · 
De Orde van de Ingenieurs · 
De Orde van Maritieme Verdienste · 
De Orde van de 7e November · 
De Orde van Sportieve Verdienste · 
De Orde van Academische Verdienste · 
De Orde van Loyaliteit en Sacrifice
Zie ook: Ridderorden in Tunesië